# قانون إصلاح الأراضي بإسكتلندا عام 2016
قانون إصلاح الأراضي (إسكتلندا) عام 2016 هو قانون أُصدره البرلمان الإسكتلندي لضمان استمرار عملية إصلاح الأراضي في إسكتلندا في أعقاب قانون التمكين الإجتماعى (إسكتلندا) عام 2015. ومن الجدير بالملاحظة انه تم منح الوزراء الأسكتلنديين سلطة فرض وجبر بيع الأراضى الخاصة إلى الهيئات المحلية (المجتمعية) لتعزيز التنمية المستدامة] عند غياب رغبة البائع.